# Sida multicrena
Sida multicrena är en malvaväxtart som beskrevs av Bénédict Pierre Georges Hochreutiner. Sida multicrena ingår i släktet sammetsmalvor, och familjen malvaväxter. Inga underarter finns listade i Catalogue of Life.